# Cicolluis
Cicolluis ou Cicoluis (também conhecido como Cicollus, Cicolus, Cicollui, e Cichol) é um deus na mitologia celta cultuado pelos antigos povos da Gália e que tem um paralelo na Irlanda. O nome é gaulês e significa “Todo-Peito” ou “Grande-com peito” e é provavelmente usado para significar força. Na religião galo-romana, Cicolluis é pensado como um epíteto comum para o Marte gaulês. Uma inscrição dedicatória em latim de Narbona (que estava no extremo sul da Gália), França, leva às palavras MARTI CICOLLUI ET LITAVI (“Mars Cicolluis e Litavis”)., “Mars Cicolluis” tem dedicatórias em Xanten, Alemanha, em Aignay-le-Duc (onde sua consorte é dada como Litavis) e Mâlain (onde sua consorte são dadas como Litavis e Belona, deusa romana e personificação da guerra) da Côte-d'Or, França. “Cicolluis” é nomeado sozinho (não como um epíteto de Marte) em uma inscrição em Chassey, Côte-d'Or, Franche-Comté, França, e uma inscrição parcial de Ruffey-lès-Echirey, Côte-d'Or, França, pode ser dedicada à Cicolluis. Em Windisch, Suíça, é conhecido como “Cicollus,” e em Dijon, Côte-d'Or, França, é conhecido como “Mars Cicoluis.”
Cicolluis também pode ser identificado como Cichol ou Cíocal Gricenchos, o líder mais primitivo dos Fomorianos ou Fomóiri (os habitantes iniciais semi-divinos da Irlanda) na mitologia irlandesa. De acordo como o historiador irlandês do século XVII Seathrún Céitinn (também conhecido pelo nome inglês Geoffrey Keating), Cichol chegou na Irlanda com cinquenta homens e cinquenta mulheres em seis barcos uma centena de anos após a inundação. Lá, seu povo viveu à base de peixe e ave por duas centenas de anos até que Partholón e seu povo (que trouxe o arado e o gado) invadiram e derrotaram os Fomorianos na Batalha de Magh Ithe.
O nome de Cicolluis é muito provavelmente derivado das raízes reconstruídas proto-celtas *k-kƒ (“peito,” mas também cede as palavras insulares célticas para “carne,” tal como o irlandês cich [“carne”]) e *olyo- (“tudo,” “inteiro,” or “todo”); este leva à tradução “Todo-Peito” or “Grande-com peito.” Este provável epíteto para força pode se relacionar a Cichol como líder dos Fomorianos. Portanto, Cicolluis pode ter se identificado com o aspecto guerreiro de Marte romano e pode ter sido uma deidade protetora.